# Lac Euphrosine
Le lac Euphrosine est un lac de l'île principale des îles Kerguelen dans les Terres australes et antarctiques françaises (TAAF).